# Guti (football)
Pour les articles homonymes, voir Guti.
José María Gutiérrez Hernández, plus connu sous le nom de Guti, né le 31 octobre 1976 à Torrejón de Ardoz, est un joueur espagnol de football, reconverti comme entraîneur.
Formé au Real Madrid, Guti réalise la majorité de sa carrière dans le club Merengue où, malgré la présence de nombreuses stars surnommées les « Galactiques », il devient vice-capitaine du club jusqu'à son départ en 2010 au Beşiktaş. Il remporte cinq fois le championnat d'Espagne et la Ligue des champions à trois reprises sans toutefois disputer une finale.
Il compte également treize sélections en équipe d'Espagne mais est barré à son poste par la génération exceptionnelle  incarnée par Xavi, Iniesta et Busquets. Milieu de terrain complet doté d'un très bon sens du jeu et d'une qualité de passe exceptionnelle, Guti a laissé une empreinte forte au Real Madrid où il s'est reconverti comme entraîneur au sein du centre de formation. Également consultant dans les médias, il entraîne l'UD Almería en deuxième division espagnole entre novembre 2019 et juin 2020.

## Biographie
Formé par le Real Madrid, son club de toujours, il débute en Liga en 1995 mais ce n'est qu'à partir de 1998 qu'il devient un joueur à part entière de l'équipe première.
Il est sélectionné pour la première fois dans l'équipe d'Espagne en 1999 avec laquelle il manque de peu de jouer la Coupe du monde 2002 (il est blessé).
S'imposant comme une pièce maîtresse du Real Madrid des années 2002-2004, Guti endosse le rôle de meneur du jeu à la fin de la saison 2004-2005. Son début de saison 2005-2006 est lui aussi très bon, malgré quelques matches ratés. Guti est très apprécié au club en raison de ses ouvertures et de ses passes en profondeur. C'est l'un des meilleurs passeurs décisifs du Real Madrid.
La tradition du club voulant  que le capitaine de l'équipe soit l'un des joueurs les plus anciens, Guti devient après la blessure de Raúl capitaine de l'équipe (le troisième capitaine étant Roberto Carlos). En 2004-2005, Guti dispute 33 matches de Liga, inscrit 4 buts et reçoit un carton rouge.

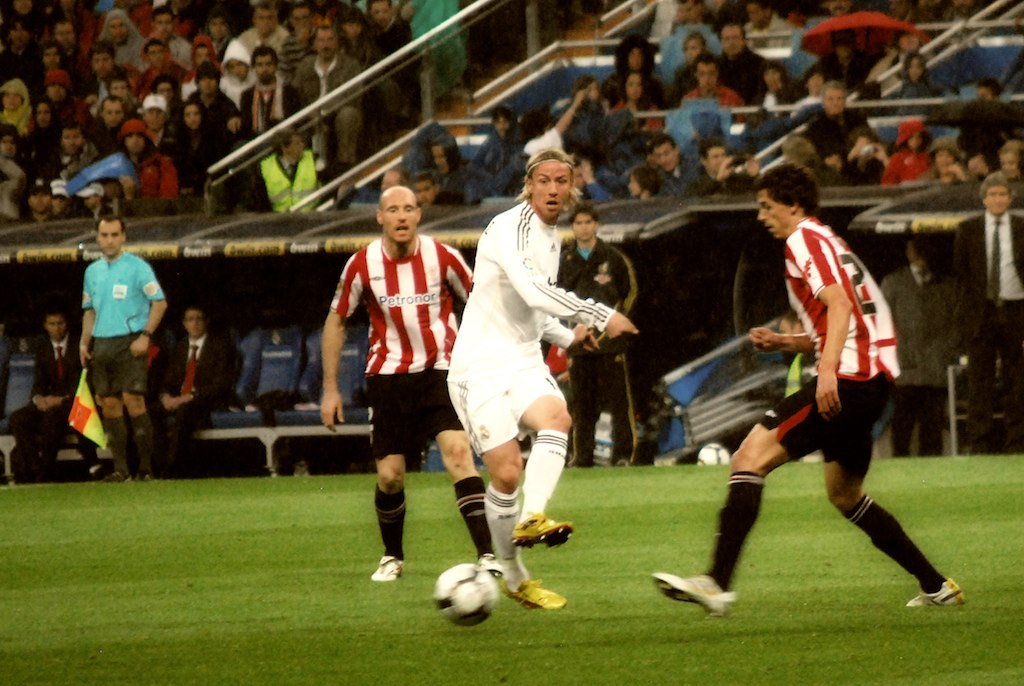
Guti en 2010 avec le Real.

Lors d'une conférence du président Ramón Calderón, avocat de formation, devant des étudiants en droit, le 16 janvier 2006 à Madrid, ne se doutant pas que ses propos allaient être enregistrés par un journaliste d'une radio espagnole, le président du Real se lâche littéralement, expliquant que « Guti, à 31 ans, (est) toujours un espoir ».
Guti réalise une belle saison 2006-2007 : de nombreuses fois remplaçant, il entre souvent en seconde période et change la donne pour son équipe grâce à ses passes magnifiques. En effet, Guti réalise de très bons matchs en 2007 et contribue largement au sacre de son équipe en Liga, en témoignent ses matchs références face à Barcelone au match aller et sa rentrée fracassante face au FC Séville.
Titulaire au début de la saison 2007/2008 il perd sa place à la suite d'une expulsion contre Murcie (1-1). Lors du match suivant contre le Racing Santander (3-1 pour le Real) Bernd Schuster titularise le Brésilien Julio Baptista. Le Brésilien réalise d'excellentes performances ce qui lui vaut plus de temps de jeu mais Guti récupère ensuite sa place dans l'équipe et s'impose, en tant que meneur de jeu excentré, comme une des pièces maîtresses du système prôné par Bernd Schuster, son positionnement judicieux lui permet d'exprimer toute sa « vista » et sa qualité de passeur décisif, finissant l'année avec 14 passes décisives à son actif et sans aucun doute avec le titre du meilleur milieu de terrain du championnat espagnol.
Guti réalise un match époustouflant avec le Real Madrid contre Valladolid lors d'une écrasante victoire 7-0. Il est auteur de 3 passes décisives et de 2 buts. Malgré de grandes performances avec le Real Madrid, Luis Aragonés rechigne à le sélectionner en équipe nationale au même titre que son coéquipier au Real Madrid, Raúl.
Le 14 septembre 2008, il inscrit contre le CD Numancia le 5000e but du Real Madrid en Liga. Puis le 29 novembre contre Getafe, il dispute son 500e match toutes compétitions confondues avec le Real (pour 72 buts d'inscrits).
L'année 2009-2010 devait sonner la fin des icônes madrilènes Guti et Raùl en raison du recrutement faramineux opéré par Florentino Pérez, déterminé à donner un nouvel élan galactique à un Real Madrid qui semble avoir perdu son aura européen depuis la fin de l'ère des Zinédine Zidane et Luís Figo. Néanmoins, la saison débute de manière fabuleuse pour Guti qui délivre ses meilleurs copies sous le maillot madrilène, inscrivant 3 buts en 5 rencontres dont un superbe lob contre le FC Zurich. Mais ce dernier se blesse et retrouve les terrains quelques semaines plus tard en coupe du Roi lors de la bérézina du Real Madrid à Alcorcon, modeste pensionnaire de division 3 espagnole, une sanglante défaite 4 à 0. À la mi-temps de cette rencontre, Guti aurait eu un accrochage avec son entraîneur Manuel Pellegrini, dont il semblait cependant avoir la pleine confiance. Ce dernier décide de l'écarter du groupe, Guti vit alors une période noire dans le club de son cœur avec beaucoup d'interrogations quant à son avenir. Il réintégrera l'équipe première à San Mames contre Bilbao et proposera dès lors des copies excellentes qui lui vaudront de retrouver une place en équipe première. Il marquera les esprits par une talonnade spectaculaire lors du match contre le Deportivo La Corogne.

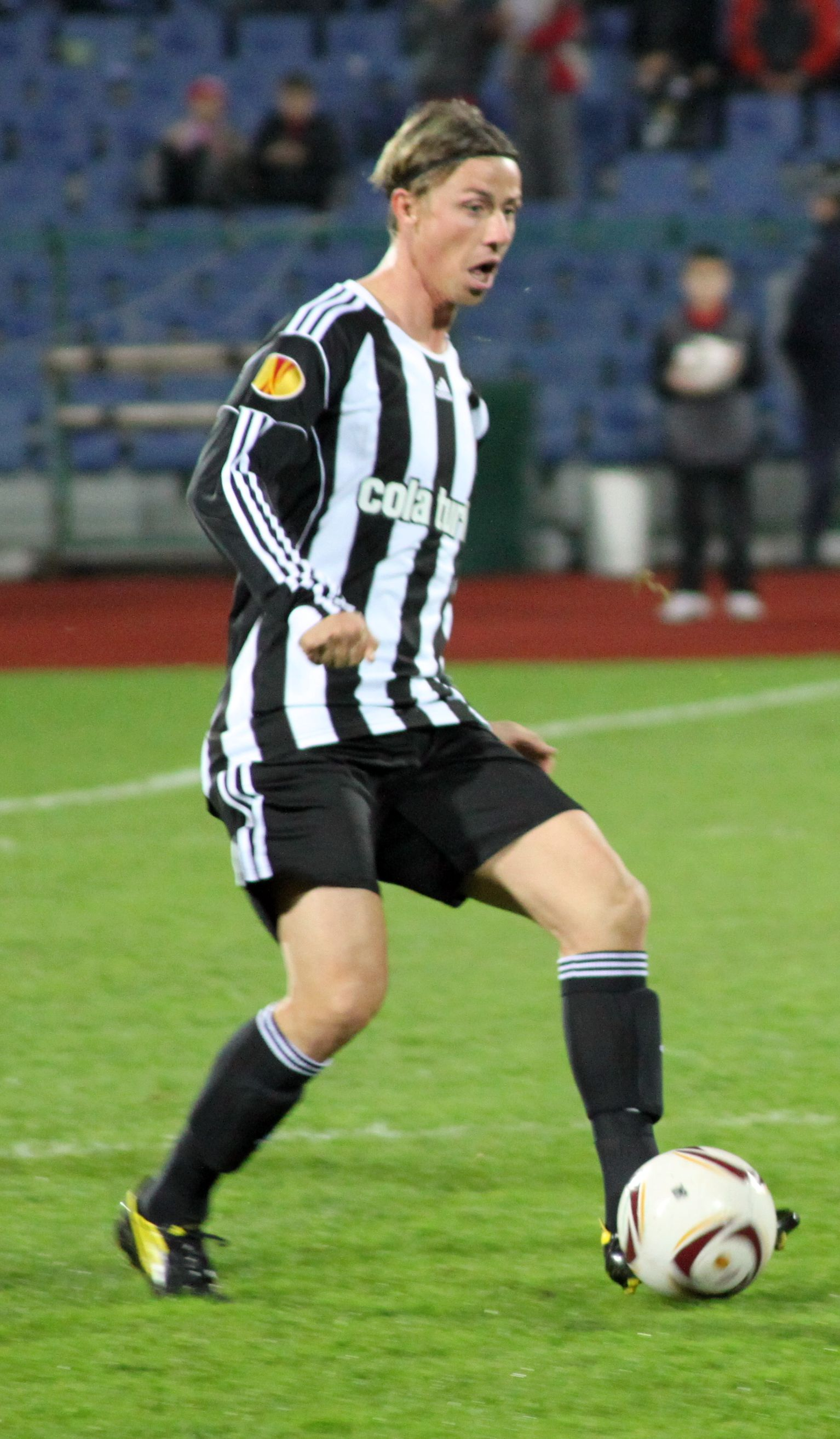
Guti avec le Beşiktaş en 2010.

Le milieu de terrain espagnol Guti s'engage pour deux années, avec une rémunération annuelle de 2,7 millions d'euros et rejoint le club stanbouliote Beşiktaş. Le 14 novembre 2011, il résilie son contrat d'un commun accord avec son club. Le 12 juillet 2012, faute d'accord avec le club de West Ham, Guti met un terme à sa carrière et décide de raccrocher les crampons. Considéré toutefois comme l'un des plus gros talent de sa génération, il laisse derrière lui un sentiment d'inachevé malgré un très gros palmarès décroché avec le Real Madrid.
En novembre 2019, il devient entraîneur de l'UD Almería en D2 espagnole avec l'objectif de monter en D1. Il est démis de ses fonctions le 26 juin 2020 alors qu'Almería est troisième au classement.

## Statistiques
Ce tableau présente les statistiques en carrière de Guti, :
| Saison                | Club                  | Championnat           | Championnat | Championnat | Championnat | Coupe(s) nationale(s) | Coupe(s) nationale(s) | Coupe(s) nationale(s) | Supercoupe | Supercoupe | Supercoupe | Compétition(s) continentale(s) | Compétition(s) continentale(s) | Compétition(s) continentale(s) | Compétition(s) continentale(s) | Autres compétitions | Autres compétitions | Autres compétitions | Autres compétitions | Espagne | Espagne | Espagne | Total | Total | Total |
| Saison                | Club                  | Division              | M.          | B.          | P.d.        | M.                    | B.                    | P.d.                  | M.         | B.         | P.d.       | Comp.                          | M.                             | B.                             | P.d.                           | Comp.               | M.                  | B.                  | P.d.                | M.      | B.      | P.d.    | M.    | B.    | P.d.  |
| 1995-1996             | Real Madrid           | D1                    | 9           | 1           | 0           | 0                     | 0                     | 0                     | -          | -          | -          | -                              | -                              | -                              | -                              | -                   | -                   | -                   | -                   | -       | -       | -       | 9     | 1     | 0     |
| 1996-1997             | Real Madrid           | D1                    | 14          | 0           | 0           | 3                     | 0                     | 0                     | -          | -          | -          | -                              | -                              | -                              | -                              | -                   | -                   | -                   | -                   | -       | -       | -       | 17    | 0     | 0     |
| 1997-1998             | Real Madrid           | D1                    | 17          | 1           | 0           | 1                     | 0                     | 0                     | 2          | 0          | 0          | C1                             | 2                              | 0                              | 0                              | -                   | -                   | -                   | -                   | -       | -       | -       | 22    | 1     | 0     |
| 1998-1999             | Real Madrid           | D1                    | 28          | 1           | 0           | 4                     | 2                     | 0                     | -          | -          | -          | C1                             | 4                              | 0                              | 0                              | -                   | -                   | -                   | -                   | 1       | 0       | 0       | 37    | 3     | 0     |
| 1999-2000             | Real Madrid           | D1                    | 28          | 6           | 4           | 4                     | 1                     | 0                     | -          | -          | -          | C1                             | 10                             | 1                              | 1                              | CMC                 | 3                   | 0                   | 0                   | -       | -       | -       | 45    | 8     | 5     |
| 2000-2001             | Real Madrid           | D1                    | 32          | 14          | 4           | 0                     | 0                     | 0                     | -          | -          | -          | C1                             | 12                             | 4                              | 1                              | SU+CI               | 1+1                 | 0+0                 | 0+0                 | 2       | 0       | 0       | 48    | 18    | 5     |
| 2001-2002             | Real Madrid           | D1                    | 29          | 4           | 0           | 7                     | 6                     | 0                     | 1          | 0          | 0          | C1                             | 9                              | 3                              | 0                              | -                   | -                   | -                   | -                   | -       | -       | -       | 46    | 13    | 0     |
| 2002-2003             | Real Madrid           | D1                    | 34          | 4           | 4           | 3                     | 2                     | 0                     | -          | -          | -          | C1                             | 15                             | 5                              | 2                              | SU+CI               | 1+1                 | 1+1                 | 0+0                 | 6       | 2       | 0       | 60    | 15    | 6     |
| 2003-2004             | Real Madrid           | D1                    | 26          | 2           | 2           | 8                     | 1                     | 0                     | 2          | 0          | 0          | C1                             | 9                              | 0                              | 0                              | -                   | -                   | -                   | -                   | 2       | 0       | 0       | 47    | 3     | 2     |
| 2004-2005             | Real Madrid           | D1                    | 31          | 0           | 4           | 0                     | 0                     | 0                     | -          | -          | -          | C1                             | 8                              | 0                              | 0                              | -                   | -                   | -                   | -                   | 2       | 1       | 0       | 41    | 1     | 4     |
| 2005-2006             | Real Madrid           | D1                    | 33          | 4           | 3           | 4                     | 0                     | 0                     | -          | -          | -          | C1                             | 7                              | 2                              | 0                              | -                   | -                   | -                   | -                   | -       | -       | -       | 44    | 6     | 3     |
| 2006-2007             | Real Madrid           | D1                    | 30          | 1           | 5           | 0                     | 0                     | 0                     | -          | -          | -          | C1                             | 7                              | 0                              | 2                              | -                   | -                   | -                   | -                   | -       | -       | -       | 37    | 1     | 7     |
| 2007-2008             | Real Madrid           | D1                    | 32          | 3           | 14          | 4                     | 1                     | 0                     | 2          | 0          | 1          | C1                             | 7                              | 0                              | 2                              | -                   | -                   | -                   | -                   | -       | -       | -       | 45    | 4     | 17    |
| 2008-2009             | Real Madrid           | D1                    | 18          | 3           | 4           | 1                     | 0                     | 1                     | 2          | 0          | 0          | C1                             | 6                              | 0                              | 1                              | -                   | -                   | -                   | -                   | -       | -       | -       | 27    | 3     | 6     |
| 2009-2010             | Real Madrid           | D1                    | 26          | 2           | 9           | 1                     | 0                     | 0                     | -          | -          | -          | C1                             | 3                              | 1                              | 1                              | -                   | -                   | -                   | -                   | -       | -       | -       | 30    | 3     | 10    |
| Sous-total            | Sous-total            | Sous-total            | 387         | 46          | 54          | 40                    | 13                    | 1                     | 9          | 0          | 1          | -                              | 99                             | 16                             | 10                             | -                   | 7                   | 2                   | 0                   | 13      | 3       | 0       | 555   | 80    | 66    |
| 2010-2011             | Beşiktaş JK           | D1                    | 22          | 7           | 7           | 6                     | 3                     | 2                     | -          | -          | -          | C3                             | 9                              | 1                              | 3                              | -                   | -                   | -                   | -                   | -       | -       | -       | 37    | 11    | 12    |
| 2011-2012             | Beşiktaş JK           | D1                    | 1           | 0           | 0           | 0                     | 0                     | 0                     | -          | -          | -          | C3                             | 2                              | 1                              | 0                              | -                   | -                   | -                   | -                   | -       | -       | -       | 3     | 1     | 0     |
| Sous-total            | Sous-total            | Sous-total            | 23          | 7           | 7           | 6                     | 3                     | 2                     | -          | -          | -          | -                              | 11                             | 2                              | 3                              | -                   | -                   | -                   | -                   | -       | -       | -       | 40    | 12    | 12    |
| Total sur la carrière | Total sur la carrière | Total sur la carrière | 410         | 53          | 61          | 46                    | 16                    | 3                     | 9          | 0          | 1          | -                              | 110                            | 18                             | 13                             | -                   | 7                   | 2                   | 0                   | 13      | 3       | 0       | 595   | 92    | 78    |

## Palmarès
- Vainqueur de l'Euro espoirs 1998 avec l'équipe d'Espagne espoirs
- Vainqueur de la Ligue des champions en 1998, 2000 et 2002
- Vainqueur de la Coupe intercontinentale en 1998 et en 2002
- Finaliste de la Coupe intercontinentale en 2000
- Vainqueur de la Supercoupe de l'UEFA en 2002
- Finaliste de la Supercoupe de l'UEFA en 1998 et 2000
- Champion d'Espagne en 1997, 2001, 2003, 2007 et 2008
- Vice-champion d'Espagne en 1999, 2005 et 2006
- Vainqueur de la Supercoupe d'Espagne en 1997, 2001, 2003 et 2008
- Finaliste de la Supercoupe d'Espagne en 2007
- Finaliste de la Coupe d'Espagne en 2002 et 2004
- Vainqueur du Trophée Santiago Bernabeu en 1996, 1997, 1998, 1999, 2000, 2003, 2005, 2006, 2007, 2008 et 2009

## Style de jeu
Guti est un milieu de terrain polyvalent, ayant évolué comme avant-centre. Il est connu pour sa capacité à faire des passes longues à travers des zones denses en joueurs, d'où l'expression de "passe à la Guti" populaire en Espagne. Il court relativement peu lors de matchs, et son irrégularité a été critiquée. Il compense un volume physique moindre par sa technique.

## Passes décisives mémorables
- Liga 2005-2006 : Real Madrid - Séville FC 4-2. Il réalise deux passes décisives admirables lors de ce match pour Zinédine Zidane, dont une talonnade accomplie parfaitement qui perce toute la défense et arrive dans les pieds de Zidane, seul au point de pénalty.
- Liga 2007-2008 : Real Madrid - Real Valladolid 7-0. Il réalise lors de ce match trois passes décisives et deux buts. Parmi les passes décisives, le une-deux instantané avec Raúl qui laissa toute la défense pantoise et la passe longue de 40-50 mètres qui mit Arjen Robben en position idéale pour marquer en lobant la moitié de l'équipe adverse ont marqué les esprits.
- Liga 2009-2010 : Deportivo La Corogne - Real Madrid 1-3. Lors d'un contre éclair, Guti reçoit la balle au point de pénalty par une passe de Kaká. Seul face au gardien, il surprend tout le monde avec une talonnade pour Karim Benzema, arrivant derrière lui, qui marque. La presse madrilène surnomma par la suite ce geste délicieux "talon de Dieu".